# Ray Mansfield
Burt James Ray Mansfield (Bakersfield, 21 gennaio 1941 – Grand Canyon, 3 novembre 1996) è stato un giocatore di football americano statunitense, soprannominato Ranger, che ha giocato nel ruolo di centro per la maggior parte della carriera con i Pittsburgh Steelers, vincendo due Super Bowl negli anni settanta.

## Carriera professionistica
Mansfield fu scelto nel secondo giro del Draft NFL 1963 dai Philadelphia Eagles dove giocò per una stagione. L'anno seguente passò ai Pittsburgh Steelers dove nei primi due anni giocò come defensive tackle sinistro. A partire dal 1966 divenne il centro titolare, ruolo che mantenne sino al ritiro nel 1976, vincendo due Super Bowl nel 1974 e 1975. Nella sua ultima stagione come Steeler, calciò un extra point dopo l'ultimo touchdown della sua squadra in una gara di playoff dopo che Roy Gerela aveva subito un infortunio all'inguine.

## Palmarès
- Super Bowl : 2

Pittsburgh Steelers: IX, X
- American Football Conference Championship: 2

Pittsburgh Steelers: 1974, 1975

## Statistiche
| Partite totali | 196 |